# Музей китайских иероглифов
Музей китайских иероглифов (кит. трад. 中國文字博物館, упр. 中国文字博物馆, пиньинь Zhōng guó Wén zì Bó wù guǎn) открыт в Аньяне (провинция Хэнань) 16 ноября 2009 года. Именно в этой местности в конце XIX — начале XX в. были открыты древнейшие памятники китайской письменности — письмена на гадательных костях.
Надпись иероглифами для вывески музея сделал 5-й Председатель КНР Цзян Цзэминь.
В коллекции музея находится более четырёх тысяч документов, в том числе надписи на панцирях черепах, на костях, на бронзе, на бамбуковых пластинах, на шёлке.